# Хусинец (Прахатице)
Хусинец (чеш. Husinec) град је у Чешкој Републици. Град се налази у управној јединици Јужночешки крај, у оквиру којег припада округу Прахатице.

## Становништво
Према подацима о броју становника из 2014. године град је имао 1.411 становника.